# Simssee
Simssee is een vrij groot meer in de Duitse deelstaat Beieren. Het meer ligt 7 km ten oosten van de stad Rosenheim in district Rosenheim. De Chiemsee ligt enkele kilometers verder oostelijk.
De gemeenten Bad Endorf, Stephanskirchen, Riedering, Prutting en Söchtenau grenzen aan de Simssee.